# Безодён-лез-Альп
Безодён-лез-Альп (фр. Bézaudun-les-Alpes) — коммуна на юго-востоке Франции в регионе Прованс — Альпы — Лазурный берег, департамент Приморские Альпы, округ Грас, кантон Ванс. До марта 2015 года коммуна административно входила в состав упразднённого кантона Курсегуль (округ Грас).
Площадь коммуны — 21,44 км², население — 178 человек (2006) с выраженной тенденцией к росту: 233 человека (2012), плотность населения — 10,9 чел/км².

## Население
Население коммуны в 2011 году составляло — 223 человека, а в 2012 году — 233 человека.
| 1962 | 1968 | 1975 | 1982 | 1990 | 1999 | 2006 | 2011 | 2012 |
| ---- | ---- | ---- | ---- | ---- | ---- | ---- | ---- | ---- |
| 65   | 64   | 61   | 80   | 87   | 143  | 178  | 223  | 233  |

Динамика численности населения:

## Экономика
В 2010 году из 129 человек трудоспособного возраста (от 15 до 64 лет) 97 были экономически активными, 32 — неактивными (показатель активности 75,2 %, в 1999 году — 66,7 %). Из 97 активных трудоспособных жителей работали 89 человек (50 мужчин и 39 женщин), 8 числились безработными (3 мужчины и 5 женщин). Среди 32 трудоспособных неактивных граждан 10 были учениками либо студентами, 12 — пенсионерами, а ещё 10 — были неактивны в силу других причин.
На протяжении 2010 года в коммуне числилось 100 облагаемых налогом домохозяйств, в которых проживало 243,5 человека. При этом медиана доходов составила 15 тысяч 417 евро на одного налогоплательщика.